# Paramonhystera megacephala
Paramonhystera megacephala är en rundmaskart. Paramonhystera megacephala ingår i släktet Paramonhystera, och familjen Monhysteridae. Arten är reproducerande i Sverige.